# Wallace Spearmon
Wallace Spearmon, Jr. (Chicago, 24 de diciembre de 1984) es un atleta estadounidense de velocidad. Durante la secundaria practicó el fútbol americano, baloncesto y atletismo. Para 2005 intervino en campeonatos de pista cubierta de la NCAA adjudicándose récords nacionales en los 200 m. Ese mismo año compitió en el Campeonato Mundial de Atletismo de 2005 y logró la medalla de plata (20,20 s) detrás de Justin Gatlin y por delante de John Capel. La siguiente temporada obtuvo el título nacional.
El año 2007 ganó la medalla de bronce en el Campeonato Mundial (20,05) y oro en 4 x 100, aparte de destacadas participaciones en los torneos Nike Prefontain Classic (2º), Adidas Track Classic (1º), y Reeebok Grand Prix (1º) todos en 200 m. Sin embargo, fue en 100 m donde logró ubicarse como el décimo atleta más destacado del año según Track and Field News. Durante los Juegos Olímpicos de Pekín, Wallace llegó a la final de 200 m y terminó en tercer puesto, pero fue descalificado, en favor de Walter Dix, debido a invasión de la calle adjunta mientras corría en la línea interior. Spearmon se adjudicó otra medalla de bronce en Berlín 2009 (19,85), y para 2010 fue uno de los ganadores de la IAAF Diamond League.
Sus mejores marcas personales son: 9,96 (100 m); 19,65 (200 m); 32,14 (300 m); y 45,22 (400 m).